# Cinemateca Portuguesa
A Cinemateca Portuguesa ou Cinemateca Portuguesa-Museu do Cinema é uma instituição pública tutelada pelo Ministério da Cultura, dedicada à difusão e preservação da arte cinematográfica e, em especial, do Cinema Português. Foi criada em 1948 por Manuel Félix Ribeiro, sob a designação de Cinemateca Nacional. Fundou-se em Lisboa, onde se mantém até hoje.
A Cinemateca Portuguesa organiza ciclos de cinema e exposições, e dispõe de duas salas de cinema, arquivos fílmicos, fotográficos e videográficos, um centro de documentação e uma biblioteca. Nas suas instalações encontram-se, ainda, uma livraria e um bar-restaurante. É parte da instituição, o Arquivo Nacional de Imagens em Movimento (ANIM), situado em Loures.

## História
A Cinemateca Portuguesa surgiu em 1948, em pleno Estado Novo, a partir dum acervo documental do antigo Secretariado de propaganda Nacional, futuro Secretariado Nacional de Informação (SNI), órgão de promoção da cultura do governo de António Salazar. Manuel Félix Ribeiro, funcionário do SNI, foi o primeiro diretor da então Cinemateca Nacional. A 29 de setembro de 1958 teve lugar a primeira sessão de cinema, pública e autónoma, no Palácio Foz, e no dia seguinte, a 30 de setembro, deu-se a abertura da Biblioteca ao público.
A Cinemateca Portuguesa tornou-se uma repartição do Instituto Português de Cinema em 1973, na fase final do governo de Marcello Caetano, mantendo-se nessa condição até ao ano de 1979, sempre sob a direção de Manuel Félix Ribeiro, que se manteve nesse cargo mesmo após a mudança de regime político, subsequente ao 25 de abril de 1974. Seria sucedido por Luís de Pina, no ano de 1982. 
Em 1979, chefiando o Governo Carlos Mota Pinto, o Estado português comprou o número 39 da Rua Barata Salgueiro; uma moradia propriedade da família do advogado e político Morais Carvalho (construído em terreno comprado ao próprio Barata Salgueiro, em 1887), na qual passou a estar instalada a Cinemateca, agora enquadrada organicamente como uma direção-geral do Ministério da Cultura. O novo cinema foi inaugurado em 1980.
Em 1991, sendo Primeiro-Ministro Aníbal Cavaco Silva, João Bénard da Costa assumiu o cargo de diretor — era, desde 1980, subdiretor. Entre 2001 e 2002 decorreram as obras de restauração do edifício, a cargo dos arquitectos Alberto Castro Nunes e António Maria Braga. Nesse período, as atividades da Cinemateca voltaram a decorrer no Palácio Foz. Em Dezembro de 2002 reabriram as instalações da rua Barata Salgueiro, com o espaço museográfico 39 Degraus e as salas de cinema renovadas.
Centrou-se a ação de Bénard da Costa na programação regular de obras relevantes da história do cinema, a exemplo da Cinemateca Francesa, na renovação das instalações e, enquanto museu do cinema, na criação de condições para boa conservação e restauro (ANIM) dos filmes em arquivo. Ao contrário porém da sua congénere francesa, que tem uma “biblioteca do filme”  (BiFi), subestimou a necessidade de criar uma semelhante em Portugal, que permitisse um visionamento fácil dos filmes em depósito por cinéfilos ou investigadores. Fora das sessões programadas, os filmes permanecem invisíveis.
Sucedendo a Bénard da Costa (1991-2009), Maria João Seixas é indigitada para assumir em janeiro de 2010 a direção da Cinemateca, altura em que o governo é chefiado por José Sócrates. Em 2014, sendo Primeiro-Ministro Pedro Passos Coelho, José Manuel Costa (funcionário da Cinemateca desde 1975, e antigo subdiretor em 1995-1997 e 2010-2014) surge como novo diretor. Atualmente, é dirigida por Rui Machado.

## Espaços e serviços

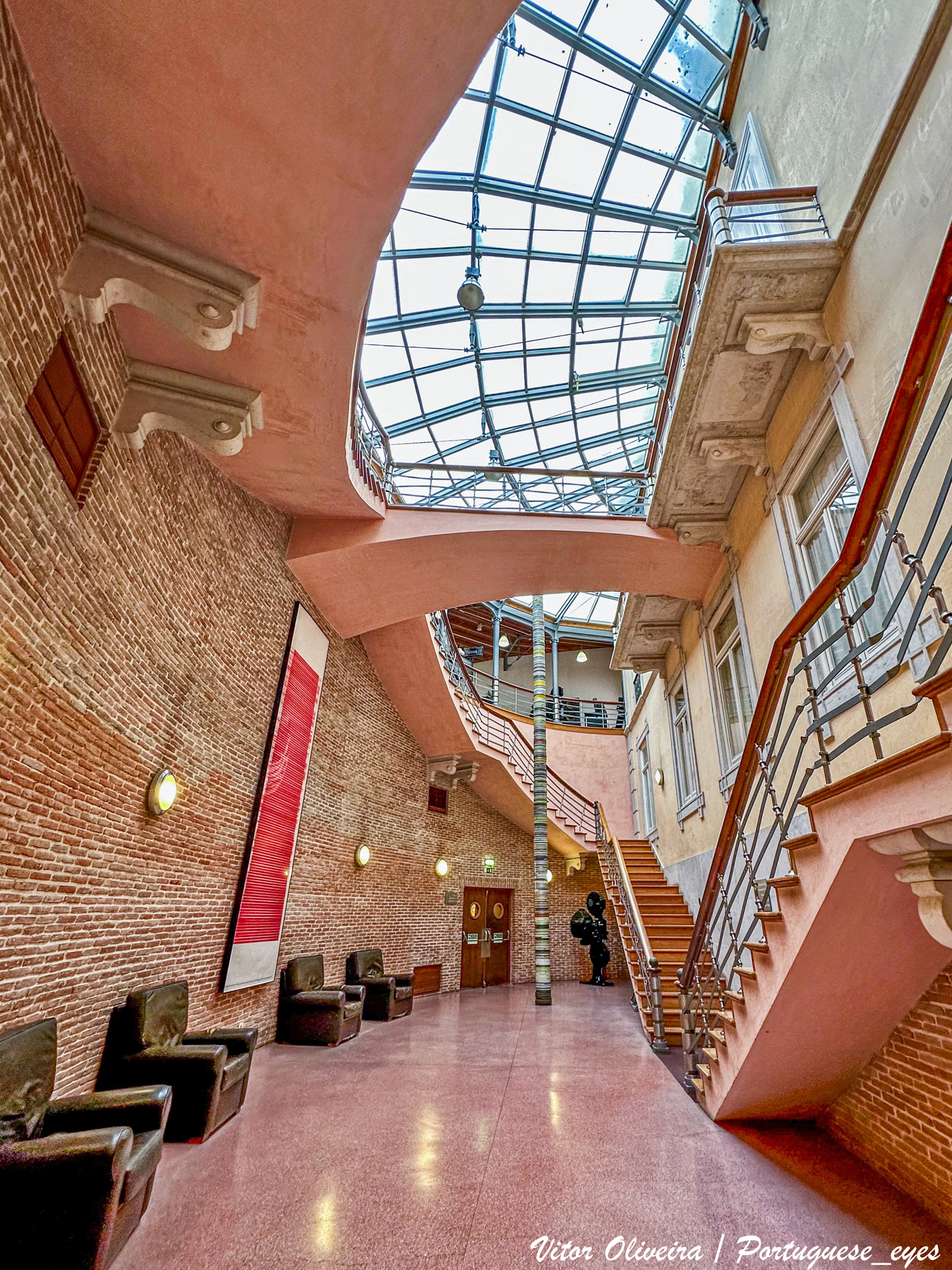
Interior da Cinemateca Portuguesa, na Rua Barata Salgueiro, em Lisboa.

### Salas de cinema
A Cinemateca tem três espaços para projecção de filmes: a sala Dr. Félix Ribeiro (a maior, com 227 lugares); a sala Luís de Pina (47 lugares) e o terraço, onde são feitas projecções ao ar livre no Verão.

### Museu
O espaço museográfico 39 Degraus dispõe de três salas que, atualmente, alojam exposições temporárias.

### Biblioteca
A biblioteca está aberta ao público em geral, e dispõe de uma sala de consulta e de uma sala de leitura, para livros e material fotográfico.

### Cinemateca Júnior
Em 2007 foi criada a Cinemateca Júnior, com sede no Palácio Foz. Esta oferece uma programação regular, com ateliers de tempos-livres, visitas à exposição permanente interactiva de pré-cinema, exibição de filmes e outras actividades para crianças e famílias.

### ANIM
O Arquivo Nacional de Imagens em Movimento é o departamento da Cinemateca Portuguesa responsável pela salvaguarda e conservação do património cinematográfico nacional e, de  forma geral, de imagens em movimento. As suas responsabilidades incluem prospectar, recolher, conservar, preservar, restaurar, catalogar e facultar o acesso a filmes ou outras imagens em movimento em qualquer suporte e de qualquer época, formato, género, regime de produção ou proveniência. Cabe-lhe ainda a recolha e tratamento de dados sobre toda a produção nacional ou relacionada com a filmografia portuguesa).

### Publicações
A Cinemateca Portuguesa edita regularmente catálogos e monografias dedicados a actores, realizadores e vários temas da história do cinema.